# Nikki Vrij
Nikki Vrij (Alphen aan den Rijn, 4 juli 2004) is een voetbalspeelster uit Nederland. Ze speelt als middenvelder voor Excelsior in de Vrouwen Eredivisie.

## Carrière
Vrij speelde in haar jeugdjaren voor SV ARC uit haar geboorteplaats, Rijnsburgse Boys en Spartaan '20 uit Rotterdam. In 2019 maakte ze de overstap naar de jeugdopleiding van Feyenoord, waar ze begon in het MO16 team. Daarnaast speelde Vrij jarenlang in het jeugdteam van de club uit Rotterdam-Zuid.
Vrij maakte op 7 juni 2024 de overstap naar stadsgenoot Excelsior, waar ze onderdeel ging uitmaken van het eerste elftal. Op 28 september 2024 maakte Vrij haar debuut voor Excelsior in de Vrouwen Eredivisie door in de 73ste minuut in te vallen voor Lenthe Hardiek in een uitwedstrijd in Stadion Galgenwaard tegen FC Utrecht. Vrij speelde deze wedstrijd op het middenveld, maar is multifunctioneel en kan ook op andere posities uit de voeten. Zo wist ze in de tweede seizoenshelft van het seizoen 2024/25 een basisplaats als rechtsback af te dwingen.
Op 29 juni 2025 verlengde Vrij haar contract met een jaar in Kralingen.

## Statistieken
| Seizoen | Club      | Competitie | Competitie | Competitie | Beker | Beker | Overig | Overig | Totaal | Totaal |
| Seizoen | Club      | Competitie | Wed.       | Dlp.       | Wed.  | Dlp.  | Wed.   | Dlp.   | Wed.   | Dlp.   |
| ------- | --------- | ---------- | ---------- | ---------- | ----- | ----- | ------ | ------ | ------ | ------ |
| 2024/25 | Excelsior | Eredivisie | 20         | 0          | 1     | 0     | 0      | 0      | 21     | 0      |
| Totaal  | Totaal    | Totaal     | 20         | 0          | 1     | 0     | 0      | 0      | 21     | 0      |

Bijgewerkt t/m 30 juni 2025.